# 選抜高等学校野球大会 (石川県勢)
選抜高等学校野球大会においての石川県勢の成績について記す。

## 大会結果
| 大会                 | 選出校                              | 試合結果 | 試合結果                         | 成績     |
| -------------------- | ----------------------------------- | -------- | -------------------------------- | -------- |
| 1948年（第20回大会） | 金沢三中（初出場）                  | 1回戦    | ● 3 - 5 北野中                   | 初戦敗退 |
| 1953年（第26回大会） | 金沢桜丘（5年ぶり2回目）            | 2回戦    | ● 0 - 7 浪華商                   | 初戦敗退 |
| 1964年（第36回大会） | 金沢（初出場）                      | 1回戦    | ○ 2 - 0 市和歌山商               | ベスト8  |
| 1964年（第36回大会） | 金沢（初出場）                      | 2回戦    | ○ 3 - 1 倉敷工                   | ベスト8  |
| 1964年（第36回大会） | 金沢（初出場）                      | 準々決勝 | ● 0 - 8 徳島海南                 | ベスト8  |
| 1966年（第38回大会） | 金沢（2年ぶり2回目）                | 2回戦    | ○ 6 - 1 御所工                   | ベスト8  |
| 1966年（第38回大会） | 金沢（2年ぶり2回目）                | 準々決勝 | ● 2 - 7 宇部商                   | ベスト8  |
| 1977年（第49回大会） | 星稜（初出場）                      | 1回戦    | ● 0 - 4 滝川                     | 初戦敗退 |
| 1979年（第51回大会） | 星稜（2年ぶり2回目）                | 1回戦    | ● 1 - 3 川之江                   | 初戦敗退 |
| 1981年（第53回大会） | 星稜（2年ぶり3回目）                | 1回戦    | ○ 11 - 1 高崎                    | 2回戦    |
| 1981年（第53回大会） | 星稜（2年ぶり3回目）                | 2回戦    | ● 0 - 4 秋田経大付               | 2回戦    |
| 1982年（第54回大会） | 星稜（2年連続4回目）                | 1回戦    | ● 1 - 4 日大山形                 | 初戦敗退 |
| 1983年（第55回大会） | 星稜（3年連続5回目）                | 1回戦    | ○ 11 - 4 熊本工                  | 2回戦    |
| 1983年（第55回大会） | 星稜（3年連続5回目）                | 2回戦    | ● 0 - 1 横浜商                   | 2回戦    |
| 1984年（第56回大会） | 星稜（4年連続6回目）                | 1回戦    | ● 0 - 4 佐世保実                 | 初戦敗退 |
| 1987年（第59回大会） | 金沢（21年ぶり3回目）               | 1回戦    | ● 2 - 3 帝京                     | 初戦敗退 |
| 1990年（第62回大会） | 金沢（3年ぶり4回目）                | 1回戦    | ○ 4 - 3 伊奈学園総合（延長10回） | ベスト8  |
| 1990年（第62回大会） | 金沢（3年ぶり4回目）                | 2回戦    | ○ 5 - 3 浜松商                   | ベスト8  |
| 1990年（第62回大会） | 金沢（3年ぶり4回目）                | 準々決勝 | ● 2 - 9 近大付                   | ベスト8  |
| 1992年（第64回大会） | 星稜（8年ぶり7回目）                | 1回戦    | ○ 9 - 3 宮古                     | ベスト8  |
| 1992年（第64回大会） | 星稜（8年ぶり7回目）                | 2回戦    | ○ 4 - 0 堀越                     | ベスト8  |
| 1992年（第64回大会） | 星稜（8年ぶり7回目）                | 準々決勝 | ● 1 - 5 天理                     | ベスト8  |
| 1993年（第65回大会） | 金沢（3年ぶり5回目）                | 1回戦    | ● 1 - 2 関西                     | 初戦敗退 |
| 1994年（第66回大会） | 金沢（2年連続6回目）                | 1回戦    | ○ 3 - 0 江の川                   | 2回戦    |
| 1994年（第66回大会） | 金沢（2年連続6回目）                | 2回戦    | ● 0 - 4 PL学園                   | 2回戦    |
| 1994年（第66回大会） | 星稜（2年ぶり8回目）                | 1回戦    | ● 0 - 1 桑名西                   | 初戦敗退 |
| 1995年（第67回大会） | 星稜（2年連続9回目）                | 1回戦    | ○ 4 - 0 三重                     | ベスト8  |
| 1995年（第67回大会） | 星稜（2年連続9回目）                | 2回戦    | ○ 6 - 4 伊都                     | ベスト8  |
| 1995年（第67回大会） | 星稜（2年連続9回目）                | 準々決勝 | ● 4 - 6 観音寺中央               | ベスト8  |
| 1997年（第69回大会） | 星稜（2年ぶり10回目）               | 1回戦    | ● 3 - 5 平安                     | 初戦敗退 |
| 2001年（第73回大会） | 金沢（7年ぶり7回目）                | 2回戦    | ○ 5 - 1 安積                     | 3回戦    |
| 2001年（第73回大会） | 金沢（7年ぶり7回目）                | 3回戦    | ● 1 - 4 常総学院                 | 3回戦    |
| 2003年（第75回大会） | 遊学館（初出場）                    | 2回戦    | ○ 16 - 8 近大付                  | 3回戦    |
| 2003年（第75回大会） | 遊学館（初出場）                    | 3回戦    | ● 0 - 6 広陵                     | 3回戦    |
| 2004年（第76回大会） | 金沢（3年ぶり8回目）                | 1回戦    | ○ 8 - 6 佐賀商                   | 2回戦    |
| 2004年（第76回大会） | 金沢（3年ぶり8回目）                | 2回戦    | ● 1 - 6 東海大山形               | 2回戦    |
| 2005年（第77回大会） | 星稜（8年ぶり11回目）               | 1回戦    | ● 3 - 5 神村学園                 | 初戦敗退 |
| 2006年（第78回大会） | 金沢桜丘（21世紀枠・53年ぶり3回目） | 1回戦    | ● 3 - 4x 愛知啓成                | 初戦敗退 |
| 2011年（第83回大会） | 金沢（7年ぶり9回目）                | 1回戦    | ● 0 - 4 加古川北                 | 初戦敗退 |
| 2018年（第90回大会） | 日本航空石川（初出場）              | 2回戦    | ○ 10 - 0 膳所                    | ベスト8  |
| 2018年（第90回大会） | 日本航空石川（初出場）              | 3回戦    | ○ 3x - 1 明徳義塾                | ベスト8  |
| 2018年（第90回大会） | 日本航空石川（初出場）              | 準々決勝 | ● 1 - 3 東海大相模               | ベスト8  |
| 2018年（第90回大会） | 星稜（13年ぶり12回目）              | 2回戦    | ○ 11 - 2 富島                    | ベスト8  |
| 2018年（第90回大会） | 星稜（13年ぶり12回目）              | 3回戦    | ○ 4x - 3 近江（延長10回）        | ベスト8  |
| 2018年（第90回大会） | 星稜（13年ぶり12回目）              | 準々決勝 | ● 9 - 14 三重                    | ベスト8  |
| 2019年（第91回大会） | 星稜（2年連続13回目）               | 1回戦    | ○ 3 - 0 履正社                   | 2回戦    |
| 2019年（第91回大会） | 星稜（2年連続13回目）               | 2回戦    | ● 1 - 3 習志野                   | 2回戦    |
| 2020年（第92回大会） | 星稜（3年連続14回目）               | 交流試合 | ● 1 - 10 履正社                  | （中止） |
| 2020年（第92回大会） | 日本航空石川（2年ぶり2回目）        | 交流試合 | ● 3 - 5 鶴岡東                   | （中止） |
| 2022年（第94回大会） | 星稜（2年ぶり15回目）               | 1回戦    | ○ 5 - 4 天理（延長11回）         | ベスト8  |
| 2022年（第94回大会） | 星稜（2年ぶり15回目）               | 2回戦    | ○ 6 - 2 大垣日大                 | ベスト8  |
| 2022年（第94回大会） | 星稜（2年ぶり15回目）               | 準々決勝 | ● 2 - 4 国学院久我山             | ベスト8  |
| 2024年（第96回大会） | 星稜（2年ぶり16回目）               | 1回戦    | ○ 4 - 2 田辺                     | ベスト4  |
| 2024年（第96回大会） | 星稜（2年ぶり16回目）               | 2回戦    | ○ 3 - 2 八戸学院光星             | ベスト4  |
| 2024年（第96回大会） | 星稜（2年ぶり16回目）               | 準々決勝 | ○ 5 - 0 阿南光                   | ベスト4  |
| 2024年（第96回大会） | 星稜（2年ぶり16回目）               | 準決勝   | ● 4 - 5 健大高崎                 | ベスト4  |
| 2024年（第96回大会） | 日本航空石川（4年ぶり3回目）        | 1回戦    | ● 0 - 1 常総学院                 | 初戦敗退 |
| 2025年（第97回大会） | 日本航空石川（2年連続4回目）        | 1回戦    | ● 6 - 7 東海大札幌               | 初戦敗退 |

## 通算成績
| 出場 | 試合 | 勝利 | 敗戦 | 引分 | 勝率 | 優勝 | 準優勝 | ベスト4 | ベスト8 |
| ---- | ---- | ---- | ---- | ---- | ---- | ---- | ------ | ------- | ------- |
| 33   | 56   | 25   | 31   | 0    | .446 | 0    | 0      | 1       | 8       |

## 学校別成績
| 校名         | 出場 | 直近出場 | 勝敗     | 最高成績 | 前身校   |
| ------------ | ---- | -------- | -------- | -------- | -------- |
| 星稜         | 16回 | 2024年   | 14勝15敗 | ベスト4  |          |
| 金沢         | 9回  | 2011年   | 8勝9敗   | ベスト8  |          |
| 日本航空石川 | 4回  | 2025年   | 2勝3敗   | ベスト8  |          |
| 金沢桜丘     | 3回  | 2006年   | 0勝3敗   | 初戦敗退 | 金沢三中 |
| 遊学館       | 1回  | 2003年   | 1勝1敗   | 3回戦    |          |